# Балабан Олександр Ілліч
Балабан Олександр Ілліч (нар. 20 листопада 1954, м. Київ, УРСР) — відомий український режисер та театральний педагог, засновник Українського музично-драматичного театру-студії класичної п'єси, Заслужений артист України (2003)… 
03 лютого 2025 року - звільнений з Київського університету культури та мистецтв. 

## Життєпис

### Освіта та кар'єра
Закінчив Юридичний факультет Київського національного університету імені Тараса Шевченка (нині — Київський національний університет імені Тараса Шевченка).
Працював на виробництві, публікував статті і прозу у періодичних виданнях, співпрацював з театрами як перекладач, драматург, автор текстів пісень.
З 1986 по 1991 рік навчався на театральному факультеті Київського державного інституту театрального мистецтва імені Івана Карпенко-Карого (нині — Київський національний університет театру, кіно і телебачення імені Івана Карпенко-Карого) за спеціальністю «Режисура драми» (курс Митницького Едуарда Марковича).
Вже з третього курсу активно запрошувався і працював режисером-постановником вистав у Харківському академічному українському драматичному театр імені Тараса Шевченка, у Київському академічному театрі драми і комедії на лівому березі Дніпра, у Одеському академічному театрі музичної комедії імені М. Водяного, у Київському академічному театрі юного глядача на Липках, у Національному академічному театрі російської драми імені Лесі Українки.
Під час навчання в інституті першим у світі здійснив постановку вистави за твором Лесі Українки «На полі крові» (1988). Також, Олександр Балабан першим в світі здійснив постановку вистав за такими творами як «Викрадення Джонні Дорсета» О. Генрі (1989), «Страта» Л.Петрушевської (1990), «Полювання на носорога» М. Гумільова (1992), «Подружнє життя» А. Салинського (1993), «Марія Магдалина» М. Метерлінка (1994), «Вилітали орли» О.Олеся (2010).
Перша україномовна вистава у знаному російськомовному Київському академічному театрі драми і комедії на лівому березі Дніпра — «Брехня» за В.Винниченко — теж належить режисерській руці Олександра Балабана. Новаторський підхід до сценічної інтерпретації української класики сприяв руйнуванню стереотипів, які склалися в сприйнятті традиційної української драматургії. Ця вистава стала значущою подією у історії українського театру 1990-х років.
У 1993 році Балабан Олександр створив і очолив Український музично-драматичний театр-студію класичної п'єси, який проіснував п'ять років(з 1993 по 1998), і на сцені якого було випущено 12 вистав.
Також, у 1990-і роки працював редактором-аналітиком інформаційно-аналітичної програми «Питання дня», художнім керівником та головним режисером ТРК «Київ». Працював на кафедрі акторської майстерності і режисури драми Київського національного університету театру, кіно і телебачення імені Івана Карпенко-Карого.
З 2010 року працює викладачем акторської майстерності у Київському національному університеті культури і мистецтв. З вересня 2015 року — завідувач кафедри акторів кіно.
Також, Олександр Балабан є автором книги прози та поезії «За кулисами холодно» (2001), низки мистецтвознавчих статей, либрето мюзіклу «Честь» за творами М.Гоголя (композитор — М.Шпаківська), либрето оперети «Бал на честь Короля»(1992), либрето балетів «Велика мрія» і «Гей, музики»(композитор — В. Зубицький), «Ну, стривай» (композитор — С.Бідусенко), «Пригоди в Смарагдовому місті» (композитор — О. Яковчук), перекладу українською мовою п'єси «Полювання на носорога» М.Гумільова, текстів музики і пісень до театральних вистав. Режисер часто виступає в як автор художнього і музичного рішення вистав, пластичних номерів.
У своїх виставах Олександр Балабан поєднує глибокий психологізм з прийомами музичного театру. Також його виставам притаманний високий рівень роботи режисера з актором.

## Творчість

### Театральний режисер

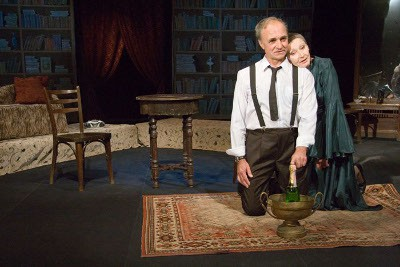
Заслужена артистка Україны Світлана Соловйова і Заслужений артист України Євгеній Плаксін.
Прем'єра вистави «Осінні квіти» за п'єсою О.Погребінської (режисер — Олександр Балабан, Харківський державний академічний український драматичний театр імені Т. Г. Шевченка). 5 липня 2007 року.

Харківський державний академічний український драматичний театр імені Тараса Шевченка:

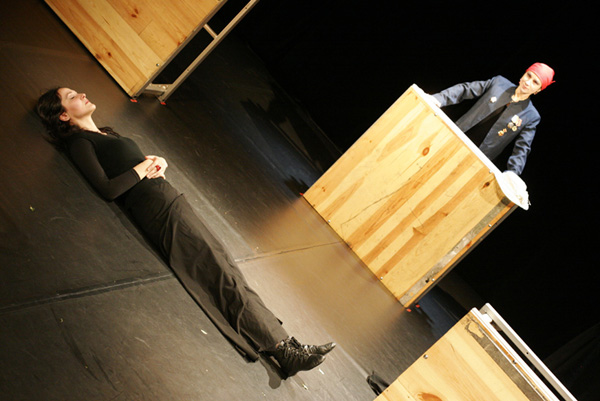
Лія Сванідзе і Ганна Александрович. Вистава «Ніч ЕлеоНори День» (режисер — Олександр Балабан, Національний центр театрального мистецтва імені Леся Курбаса). 2008 рік.

1989 — «Викрадення Джонні Дорсета» О.Генрі
1990 — «Темна кімната» (за власним сценарієм)
1990 — «Анданте» Л.Петрушевської
1990 — «Страта» Л.Петрушевської (перша постановка в історії п'єси)
1990 — «Кімната коломбіни» Л.Петрушевської
1990 — «Вода» Д.Соломону (перша постановка в історії п'єси)
1990 — «Одержима» Л.Українки
1990 — «Любов до гробової дошки» А.Ніколаї
2007  — «Джек — переможець дракона»(власний сценарій за мотивом казки Г.Андерсена)
2007 — «Осінні квіти» О.Погребінської
Київський академічний театр драми і комедії на лівому березі Дніпра:
1989 — «Смак меду» Шейла Ділені
1992 — «Брехня» В.Винниченка
1993 — «Умови диктує леді» Е.Еліса,С.Різа
1993 — «Подружнє життя» А. Салинського (перша постановка в історії п'єси)
1996 — «Трамвай бажань» Т.Вільямса
1999 — «Ідеальний чоловік» О.Уайльда
'Київський академічний театр юного глядача на Липках':
1992 — «Чарівні черевички» Г. Мамліна за мотивами англійської казки
1992 — «Полювання на носорога» М.Гумельова
'Одеський академічний театр музичної комедії імені М. Водяного':
1992 — вистава-ревю «Бал на честь Короля» (на честь Народного артиста СРСР М. Водяного)
Український музично-драматичний театр-студія класичної п'єси:
1993 — «Гра життя і смерті у покритій попелом пустелі» Х.Ловінеску
1994 — «За лаштунками холодно» М. де Гельдерода
1994 — «Олена Теліга» Л.Брюховецької
1994 — «Марія Магдалина» М. Метерлінка
1994 — «Феерія долі» (за власним сценарієм у поєднанні з творами Н.Стефурак)
1995 — «Філологія — то дуже лиха наука» за п'єсою «Урок» Е.Йонеско (перша постановка в історії п'єси)
1995 — художній керівник вистави «Давай пограємо» С.Щученка у постановці режисера А.Артименьев (перша постановка в історії п'єси)
1995 — «Казка про Золоту Рибку» О. Пушкіна (перша постановка казки українською мовою)
1996 — «Собаки не люблять Смерть!» за п'єсою «Ескуріал» М. де Гельдерода
1997 — «Бенефіс Ніни З.» за п'єсою Ж.Жене «Покоївки»
'Національний академічний театр російської драми імені Лесі Українки':
2001 — «Долетим до Милана» О. Заградника
Київський центр національного мистецтва ім.Леся Курбаса:
2003 — «Медея» Евріпіда;
2008 — «Ніч ЕлеоНори День» О.Танюк;
2010 — «Безвихідь» Т. Джендженогли
2010 — «Вилітали орли» (проект Олександра Балабана, Олени Левченко і Оксани Танюк за п'єсою О. Олеся)
2010 — «Ілюзія залишається на афіші» (пам'яті Сергія Матвійця) за мотивами творів М. де Гельдерода.
'ГОГОЛЬFEST':
2014 — «Свободолюбивые» за п'єсою Ірени Хованець

### Кінорежисер
1997 — д/ф «Родина художників Ряснянських» (автор та ведучий) (ТРК «Київ»)
1997 — цикл «Творча молодь України» (автор та ведучий) (ТРК «Київ»)
1997 — цикл «Міські етюди» (режисер) (ТРК «Київ»)
2001 — цикл «Люди рідкісних професій» (автор) (Перший національний телеканал)
2001 — цикл «Молоді обличчя сучасної української культури» (автор) (Перший національний телеканал)
2002 — д/ф «УПА.Погляд крізь роки» (сценарист, режисер) (Перший національний телеканал)
2003 — д/ф «Волинь. Знак біди» (сценарист, режисер) (Перший національний телеканал)
2007 — д/ф «2033 кілометри від Ейфелевої вежі»

### Інше
2000 - книга прози і поезії «За кулисами холодно»

### Мистецтвознавчі статті
«Методика театральної експресії»

## Нагороди
1992 — Міжнародний фестиваль театрів для дітей та юнацтва, акторка Римма Зюбіна нагороджена премією «За найкраще виконання головної ролі» — роль Бетсі у виставі «Чарівні черевички» Геннадія Мамліна (режисер — Олександр Балабан).
1994 — Фестиваль київських професійних театрів-студій, акторка Римма Зюбіна нагороджена премією «За найкраще виконання головної ролі» — роль Регіни у виставі «За лаштунками холодно М. де Гельдерода» (режисер — Олександр Балабан).
2003 —Олександр Балабан отримав звання «Заслужений артист України»
2007 — Міжнародний кінофестиваль в Сербії, приз «За найкращу режисуру» д/ф «2033 кілометри від Ейфелевої вежі» (режисер — Олександр Балабан).
2007 — Міжнародний кінофестиваль в Боснії та Герцеговині, бронзова медаль д/ф «2033 кілометри від Ейфелевої вежі» (режисер — Олександр Балабан).
2015 — ХІІ Міжнародний фестиваль студентських театрів «Тэатральны куфар» (м. Мінськ, Білорусь), актор театру «СінематографЪ» Денис Григорук отримав нагороду «Найкраща чоловіча роль» — роль Янсона, актриса Інна Кузьміна — «Найкраща жіноча роль другого плану» — роль матері у виставі «Оповідь про сімох повішених» Л. Андреєва (режисер — Олександр Балабан).